# 트로파

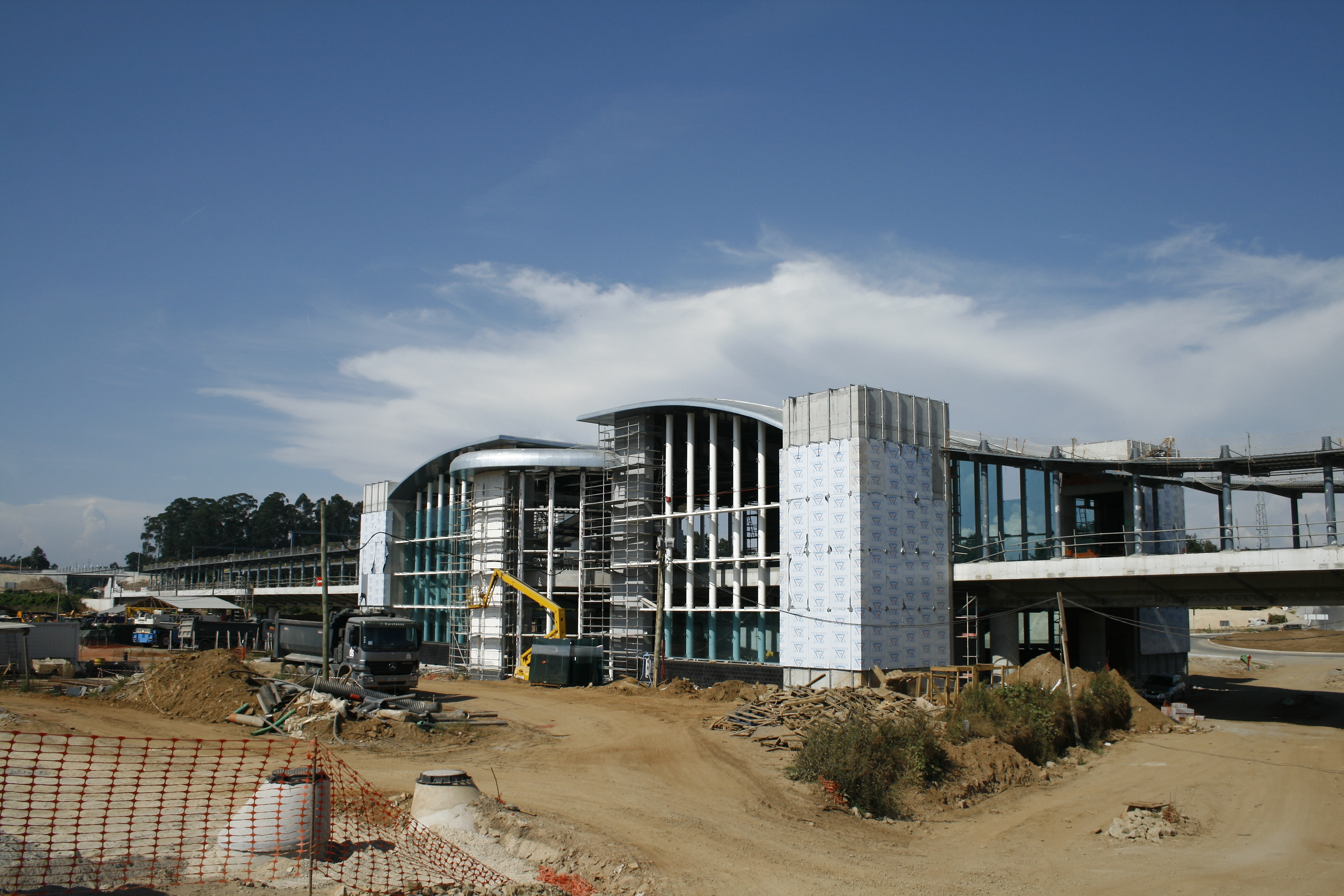
트로파

트로파의 위치

트로파(포르투갈어: Trofa)는 포르투갈 포르투 현에 위치한 도시로 면적은 72.02km2, 인구는 38,999명(2011년 기준), 인구 밀도는 540명/km2이다. 의약품, 금속 가공, 직물 공업의 중심지이다.

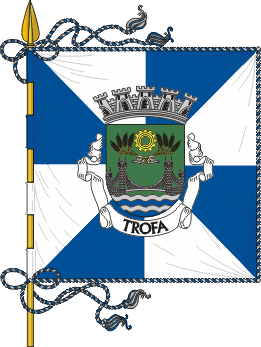
시기
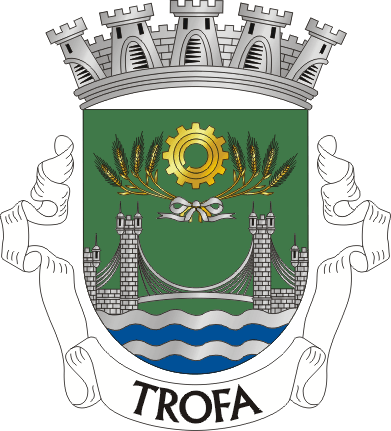
시 문장